# Associazione Calcio Femminile Firenze
L'Associazione Calcio Femminile Firenze A.S.D. è stata una società di calcio femminile dilettantistica con sede a Firenze. Fondata alla fine degli anni settanta, ha disputato numerose stagioni in Serie A, massimo livello del campionato italiano femminile di calcio, nella quale milita nella sua ultima fase dalla stagione 2010-2011 alla stagione 2014-2015.

## Storia

Una formazione dell'Oltrarno Firenze nella stagione 1989-1990

Il club nasce nel 1979 come Polisportiva Oltrarno Firenze, per poi assumere una prima volta il nome di ACF Firenze nel 1986; torna a chiamarsi ACF Oltrarno Firenze per la stagione 1989-1990, quindi dal campionato seguente assume per la seconda e stavolta definitiva volta la denominazione di Firenze.
Dopo alcuni anni tra campionati regionali e Serie B, nel 1984 arriva la promozione in Serie A, campionato nel quale rimarrà fino al 1992-1993; stagione in cui, nonostante la squadra abbia raggiunto il miglior traguardo di tutta la sua storia classificandosi al 3º posto, per motivi economici la società rinuncia alla massima serie per ripartire dalla Serie C.
Nel 2005 ritorna in Serie A. Dopo la salvezza nella stagione 2006-2007, retrocede l'anno successivo nella Serie A2, per poi essere nuovamente promossa in Serie A al termine della stagione 2009-2010.
Nel 2015 viene fondata la sezione femminile dell'ACF Fiorentina, che va a raccogliere l'eredità dello storico club.

## Palmarès

### Competizioni giovanili
- Campionato Primavera: 1
- 2012-2013

### Altri piazzamenti
- Coppa Italia:

Semifinalista: 2010-2011